# EGEA
EGEA staat voor European Geography Association, en is een Europees netwerk van geografiestudenten en jonge geografen. EGEA-leden ontmoeten elkaar tijdens uitwisselingen, congressen, seminars en internationale weekenden.

## Organisatie
In 1987 ontmoetten studenten van de universiteiten van Warschau, Barcelona, en Utrecht elkaar, en kwamen op het idee om een studievereniging voor Europese studenten op te zetten. Sinds dat moment zijn er vele jaarlijkse congressen geweest, waarbij deelnemers uit heel Europa elkaar konden ontmoeten. In die tijd is EGEA gegroeid van de oorspronkelijke drie deelnemers tot meer dan 90 entiteiten (lokale afdelingen) in meer dan 20 verschillende landen. Elke afdeling is op haar eigen manier actief. Sommige zijn informeel georganiseerd, terwijl andere als stichting of vereniging opzetten een eigen rechtspersoon vormen. Ook is een EGEA-afdeling in sommige steden onderdeel van de lokale studievereniging onder de lokale naam. Elke afdeling wordt geleid door twee contactpersonen en mogelijk extra bestuurspersonen. 
EGEA onderverdeeld in vier regio's: Noord-Europa en de Baltische staten, Oost, West, en EuroMed (het Middellandse Zeegebied). Elke regio kiest zijn eigen vertegenwoordigers voor de regionale besturen en de entiteiten stemmen gezamenlijk voor het centrale bestuur. De regio's zijn verbonden door jaarlijkse vergaderingen van deze vertegenwoordigers, door congressen die zich richten op actuele geografische thema's en door verschillende culturele en geografische activiteiten. 

## Activiteiten
Alle entiteiten komen één keer per jaar samen op het jaarlijkse congres dat traditioneel in september plaatsvindt, voor de start van de meeste Europese universitaire semesters. Vijf à zes dagen lang zijn er workshops, trainingen, seminars, lezingen, en (geografische) discussies. De organiserende afdeling(en) organiseert ten minste één excursie om het gastland te laten zien. Daarnaast worden er jaarlijks vier kleinere congressen georganiseerd in de verschillende EGEA-regio's. Deze vinden meestal plaats in de lente.
Een andere manier om elkaar te ontmoeten zijn de uitwisselingen. Een uitwisseling houdt in dat twee afdelingen besluiten elkaar een bezoek te brengen. Dat kan gaan om twee weekendjes, maar ook om twee wat langere periodes. Wat er tijdens dat bezoek wordt gedaan is afhankelijk van de organiserende entiteit, maar in het algemeen wordt er een indruk gegeven van de stad of het land waar men op bezoek is. Het programma wordt vaak met alle deelnemers van een uitwisseling opgesteld, waarbij geprobeerd wordt te variëren met de onderdelen. Vaak is het gebruikelijk dat elke gastheer of -vrouw een gast krijgt toegewezen. Die verblijft dan gedurende de hele uitwisseling bij de lokale deelnemer in huis. 

## EGEA in Nederland en België
In Nederland zijn er EGEA-afdelingen in Utrecht, Groningen en Nijmegen. In België zijn er entiteiten in Leuven, Brussel en Gent. 